# Harry Angelman
Harry Angelman, född 13 augusti 1915, död 8 augusti 1996, var en engelsk läkare.
Han tog sin medicinexamen 1938 vid Liverpools universitet och tjänstgjorde under andra världskriget vid Royal Army Medical Corps. År 1950 anställdes han som barnläkare vid Warrington General Hospital i Lancashire.
Angelman har givit namn åt Angelmans syndrom.